# Maple Plain, Minnesota
Maple Plain är en ort i Hennepin County i Minnesota. Vid 2010 års folkräkning hade Maple Plain 1 768 invånare.